# 光核桃
光核桃（学名：Prunus mira）为蔷薇科李属的植物，是中国的特有植物。别名西藏桃。

## 形态
落叶乔木。披针形叶子，先端长而尖，基部为圆形，叶柄长1厘米左右，具有2或3个蜜腺。白色花单生或两朵齐出。近球形果实，扁卵形核，光滑无棱。

## 分布
分布在中国大陆的云南、四川、西藏等地，生长于海拔2,000米至3,400米的地区，一般生于山坡杂木林中和山谷沟边，目前尚未由人工引种栽培。

## 异名
- Prunus mira Koehne